# Un desiderio che si avvera
Un desiderio che si avvera (A wish come true) è un film TV del 2015 del genere commedia, diretto da Mark Rosman. 
Protagonista del film, nel ruolo di Lindsay Corwin, è Megan Park, affiancata da Ben Hollingsworth, Anthony Lemke, Dean Cain e Dean Armstrong.

## Trama
Lindsay Corwin è un ambientalista che lavora per un'azienda che si occupa dell'ambiente, con alle spalle una serie di sfortunati eventi e relazioni sentimentali andate male. Da quando era piccola ogni anno al suo compleanno esprimeva un desiderio che appuntava su un foglio, alla vigilia del suo 30º però decide che è inutile esprimere altri desideri tanto non si avvererebbero, quindi soffiando le candeline desidera che tutti i desideri espressi da quando è piccola fino a quel momento si avverino. La ragazza torna a casa e butta nel fuoco il foglio contenente la lista di desideri. Il giorno successivo si sveglia, e suonano la porta, prima si presenta un cucciolo di cane, poi una casa delle bambole, suo fratello con il morbillo e una persona che le comunica che ha vinta una casa super lussuosa e una macchina costosa al concorso a cui partecipava ogni anno senza successo. Arrivata al lavoro, il direttore le comunica che ha ottenuto la promozione a direttore della produzione. La serie di coincidenze continua, Lindsay riceve una chiamata dalla sua cotta delle medie che la invita a uscire, rendendosi conto che l'uomo e la vita che desiderava da piccola potrebbero non essere quelli che vuole realmente.